# Ludwig von der Osten
Johann Ludwig von der Osten auch Osten-Sacken (* 1710 in Kopenhagen; † 1756 in Braunschweig) war ein russischer, dann preußischer Oberst, zuletzt sächsischer Generalmajor.

## Leben
Ludwig war Angehöriger des Hauses „Wisbu“ im Landkreis Regenwalde, Pommern des Adelsgeschlechts von der Osten. Seine Eltern waren der dänische Oberst der Garde zu Fuß und Oberhofmarschall, dann preußischer Geheimer Rat, Kammerpräsident und Oberlanddrost zu Minden Peter Christoph von der Osten (1659–1730) und dessen Ehefrau Louise Benedikte, geborene von Reichau (1670–1755) aus dem Hause Hornwalde.
Nachdem Osten bis dahin und zuletzt als Oberst in russischen Diensten stand, übernahm er im Februar bzw. März 1750, weiterhin im Rang eines Obersts stehend, als Chef das preußische Feldjägerregiment zu Fuß. Bereits im September 1751 ist er desertiert. Späterhin hat er seine Laufbahn als kursächsischer Generalmajor beschlossen.

## Familie
Osten, der sich wie die Angehörigen des von ihm gestifteten russischen Hauses auch Osten-Sacken nannte und sich ebenfalls wie diese des Wappens der Osten-Sacken bediente, heiratete 1740 in Riga Wilhelmine von Vietinghoff aus dem Hause Marienburg (1715–1756/1774), Tochter des schwedischen Rittmeisters, livländischer Regierungsrats und russischen Geheimrats Hermann Friedrich von Vietinghoff gen. Scheel (1680–1746) und der Elisabeth Helena von Helmersen (1684–1745). Aus der Ehe ging ein Sohn hervor:
- Friedrich Wilhelm Christian von der Osten (1746–1830), russischer Generalmajor, ⚭ Elisabeth Woltschkow (1775–1856).